# 绒藜
绒藜（学名：Londesia eriantha）为藜科绒藜属下的一个种。